# Musical Youth
Musical Youth ist eine britische Ska, Dub und Reggae-Pop-Band aus Birmingham in England, die in den frühen 1980er Jahren einige Erfolge hatte. Nach einer längeren Zeit der Trennung sind zwei der früheren Bandmitglieder inzwischen wieder unter diesem Namen musikalisch aktiv.

## Bandgeschichte
Musical Youth wurde 1979 in Birmingham gegründet. Die Initiative dazu ging von Fred Waite aus, der in den 1960er Jahren Mitglied der Reggae-Band The Techniques war. Er sang in den Anfangstagen der Gruppe zusammen mit seinen Söhnen Junior (* 1967) und Patrick (* 1968) sowie deren Schulfreunden Michael (* 1969) und Kelvin Grant (* 1971), ebenfalls ein Brüderpaar. Alle vier Jungen steuerten Gesang bei; Instrumente spielten Kelvin Grant (Gitarre), Junior Waite (Schlagzeug) und Patrick Waite (Bass). Das Quintett trat in örtlichen Pubs auf und veröffentlichte auf einem kleinen Label die erste Single Political.
Damit gelang es der Gruppe, einen Auftritt in der BBC-Radio-Show von John Peel zu erhalten. Nach diesem Gig stieg die Popularität von Musical Youth enorm an, was der Band einen Plattenvertrag bei MCA Records brachte. Zu dieser Zeit zog sich Fred Waite als Leadsänger zurück; an seiner Stelle stieg Dennis Seaton (* 1967) in die Band ein. Mit ihm wurde die Single Pass the Dutchie aufgenommen, die eine entschärfte Version von Pass the Kouchie war, einem Reggae-Hit der Mighty Diamonds. An die Stelle des „Kouchies“ (eines Joints) trat der „Dutchie“, das Kosewort für einen Dutch oven. In Jamaika bezeichnet man mit "Dutchie" einen Tisch, an dem an sich mit Freunden und Familienangehörigen zum gemeinsamen Mahl trifft. Diese Deutung von "Dutchie" ist im Zusammenhang mit dem Songtext allerdings wahrscheinlicher. Der Song entwickelte sich zu einem weltweiten Erfolg: Er wurde ein Nummer-eins-Hit in der britischen Hitparade, belegte Platz zwei in Deutschland und Platz zehn in den USA. Die Single verkaufte sich insgesamt mehr als vier Millionen Mal und wurde für einen Grammy nominiert. Ein weiterer großer Erfolg war im folgenden Jahr Never Gonna Give You Up (Platz sechs in Großbritannien); zudem nahm die Gruppe mit Donna Summer den Titel Unconditional Love auf, der es bis in die britischen Top 20 schaffte.
Nach einigen nicht mehr ganz so erfolgreichen Aufnahmen erfolgte schließlich 1985 die Trennung, als Dennis Seaton die Band verließ. Die Pläne zu einer Wiedervereinigung wurden jäh gestoppt, als Patrick Waite, dem zwischenzeitlich Drogendelikte zur Last gelegt worden waren, am 2. März 1993 verstarb. Er hatte schon länger an Herzproblemen gelitten.
Die Grant-Brüder blieben ebenso musikalisch aktiv wie der als Solist auftretende Dennis Seaton, der mit 'XMY' auch eine eigene Band gründete. 2003 kam es im Rahmen einer 1980er-Nostalgie-Tournee zur Reunion von Musical Youth. 2005 traten dann nur noch Dennis Seaton und Michael Grant gemeinsam unter diesem Namen auf.
Junior Waite starb am 20. Juli 2022 im Alter von 55 Jahren.

## Diskografie

### Alben
- 1982: The Youth of Today
- 1983: Different Style

### Kompilationen
- 1987: Pass the Dutchie
- 1994: Anthology
- 1995: The Best of Musical Youth … Maximum Volume
- 2004: The Best of Musical Youth

### Singles
- 1981: Generals / Political
- 1982: Pass the Dutchie
- 1982: Youth of Today
- 1983: Never Gonna Give You Up
- 1983: Heartbreaker
- 1983: Tell Me Why
- 1983: 007
- 1983: Unconditional Love (mit Donna Summer)
- 1983: 16
- 1983: She’s Trouble
- 1984: Whatcha Talking ’Bout
- 1984: Let’s Go to the Moon
- 1986: On the Road

## Auszeichnungen für Musikverkäufe
| Goldene Schallplatte - Frankreich - 1983: für die Single Pass the Dutchie - Kanada - 1983: für das Album Youth of Today - Niederlande - 1982: für die Single Pass the Dutchie - Spanien - 1983: für die Single Pass the Dutchie | Platin-Schallplatte - Kanada - 1983: für die Single Pass the Dutchie 2× Platin-Schallplatte - Neuseeland - 2023: für die Single Pass the Dutchie |

Anmerkung: Auszeichnungen in Ländern aus den Charttabellen bzw. Chartboxen sind in ebendiesen zu finden.
| Land/RegionAuszeichnungen für Musikverkäufe (Land/Region, Auszeichnungen, Verkäufe, Quellen) | Gold     | Platin     | Verkäufe | Quellen          |
| -------------------------------------------------------------------------------------------- | -------- | ---------- | -------- | ---------------- |
| Frankreich (SNEP)                                                                            | Gold1    | —          | 500.000  | infodisc.fr      |
| Kanada (MC)                                                                                  | Gold1    | Platin1    | 150.000  | musiccanada.com  |
| Neuseeland (RMNZ)                                                                            | —        | 2× Platin2 | 60.000   | radioscope.co.nz |
| Niederlande (NVPI)                                                                           | Gold1    | —          | 100.000  | nvpi.nl          |
| Spanien (Promusicae)                                                                         | Gold1    | —          | 25.000   | mediafire.com    |
| Vereinigtes Königreich (BPI)                                                                 | 2× Gold2 | —          | 600.000  | bpi.co.uk        |
| Insgesamt                                                                                    | 6× Gold6 | 3× Platin3 |          |                  |